# Don’t Cry
«Don’t Cry» (в переводе с англ. — «Не плачь») — сингл американской рок-группы Guns N’ Roses, который можно найти на альбомах Use Your Illusion I (4-я песня альбома) и Use Your Illusion II (13-я песня альбома). Оба варианта разнятся в тексте и (в меньшей мере) в мелодии. Авторы песни — Эксл Роуз и Иззи Стрэдлин. Вместе с песнями «Estranged» и «November Rain» она образует трилогию. Все три песни частично основаны на новелле «Without You» американского писателя Дела Джеймса.

## История написания
Экслу и Иззи нравилась одна девушка по имени Рокси, которая выбрала из них Иззи. В парке, когда Рокси призналась Экслу в чувствах к Иззи, тот от переизбытка чувств расплакался, и девушка, успокаивая его, произнесла фразу "Don't Cry"
Эта фраза вдохновила Эксла, и на следующий день, они вместе с Иззи сочинили текст к песне. Эксл заявил что это была их первая песня для Guns N' Roses.
Существует демо, времен Appetite for Destruction, и две разные версии песни. Оригинальная для Use Your Illusion I, и версия с альтернативным текстом для Use Your Illusion II

## Состав исполнителей
- Эксл Роуз — вокал, фронтмен, продюсер
- Слэш — соло-гитара, продюсер
- Иззи Стрэдлин — ритм-гитара, бэк-вокал, продюсер
- Дафф Маккаган — бас, бэк-вокал, продюсер
- Мэтт Сорум — ударные, продюсер
- Шэннон Хун — бэк-вокал

## В чартах
| Чарт (1991)               | Высшая позиция |
| ------------------------- | -------------- |
| Ö3 Austria Top 40         | 5              |
| Nederlandse Top 40        | 7              |
| French Singles Chart      | 25             |
| Irish Singles Chart       | 1              |
| New Zealand Singles Chart | 2              |
| VG-lista                  | 2              |
| Sverigetopplistan         | 9              |
| Schweizer Hitparade       | 3              |
| U.S Billboard Hot 100     | 10             |
| UK Singles Chart          | 8              |